# 東阿倉川イヌナシ自生地

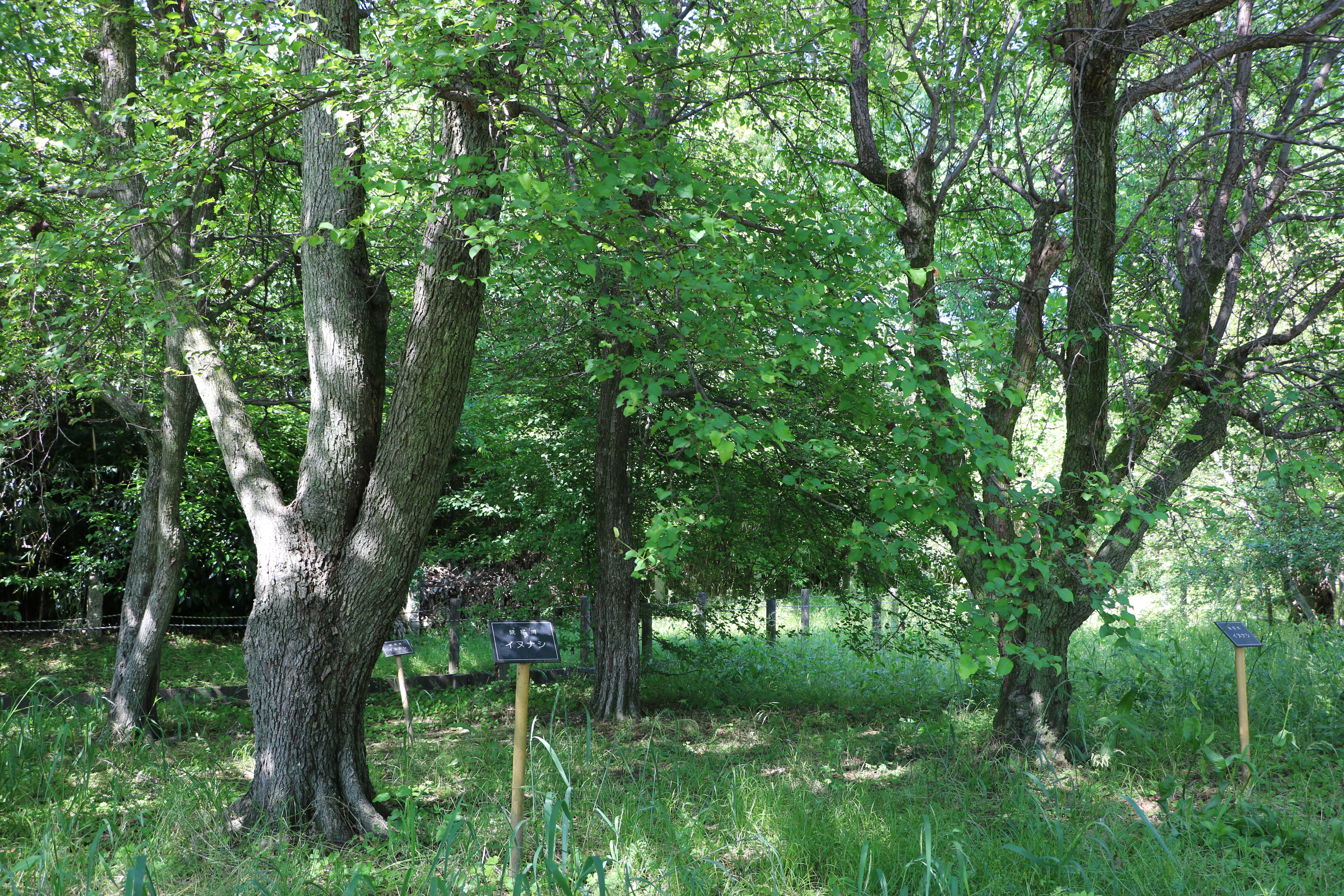
東阿倉川イヌナシ自生地。2023年5月10日撮影。

東阿倉川イヌナシ自生地（ひがしあくらがわイヌナシじせいち）は、三重県四日市市東阿倉川にある国の天然記念物に指定されたイヌナシ（マメナシ）の自生地である。
イヌナシ（犬梨）の名称は主に三重県内で使用される呼称であり、一般的にはマメナシ（豆梨、学名：Pyrus calleryana Decne.）と呼ばれる。マメナシはバラ科ナシ亜科ナシ属の落葉高木の1種で、世界での分布域はベトナム北部、中国、朝鮮半島、日本であるが、日本国内での自生は、三重県・愛知県・岐阜県の、いわゆる東海3県にほぼ限定される。（以下、本記事ではイヌナシと表記する。）
本記事で解説するイヌナシ自生地は、1902年（明治35年）に地元の小学校教諭3名によって発見採集された後、1908年（明治41年）4月に著名な植物分類学者として知られる牧野富太郎により新種として『植物学雑誌』へ記載された際に使用されたため、当地の個体が本種の標本木（ホロタイプ）とされたが、すでに記載されていた P. calleryana と同一のものであることが後に判明し、牧野が記載したシノニムは後発学名であるため取り消されている（後述）。
発見当時の生育地周辺はクロマツ林の広がる丘陵地帯であったが、阿倉川地区では明治末期から大正期にかけ四日市の地場産業として知られる萬古焼の製造工場が新設されたことに加え、当地は四日市の中心部に近いことから宅地開発が急速に進み雑木林が伐採されるようになった。そのため希少種であるイヌナシを保護する目的から、 1922年（大正11年）10月12日に国の天然記念物に指定された。

## 解説
東阿倉川イヌナシ自生地は三重県北部の四日市市中心市街地に隣接する阿倉川地区に所在する。阿倉川地区は1930年（昭和5年）に四日市市に編入されるまでは同県三重郡海蔵村であったところで、伊勢湾に注ぐ海蔵川左岸（北岸）の沖積低地から少し段丘を登った標高約15メートル付近に、国の天然記念物に指定されているイヌナシの自生地がある。付近の丘陵地は羽津山（はづやま）と呼ばれる一帯で、古くから陶磁器萬古焼の生産地として知られており、明治後期頃まではクロマツやネザサの疎らな雑木林が点在する地域であった。
イヌナシは日本国内の野生ナシとしては最も原始的な種で、果実の直径が1センチメートル程度と極めて小さく、豆粒のように小さいという意味から「豆梨」の名称が付けられているが、強い渋味を持ち人間の食用に適さないことから四日市周辺の三重県内では「犬梨」と呼ばれ、三重県内における自生地や個体に対しては今日も「イヌナシ」の名称が使用されている。
この自生地のイヌナシは1902年（明治35年）4月13日、当時の四日市尋常小学校（現、四日市市立中部西小学校）教諭の植松栄太郎、今井久米蔵、寺岡嘉太郎の3名により発見され、翌1903年（明治36年）以降、地元四日市の植物学者である川崎光次郎や中原剛作らによって採集され、これらを元に牧野富太郎による調査鑑定の結果が行われ『植物学雑誌第二十二巻』に新種として、学名：Pyrus dimorphophylla Makinoと記載された。牧野が命名した当初の学名にあるdimorphophyllaとは「二形葉を有する」という意味であり、この阿倉川の自生地に生育する個体が本種（実際には新種ではなかった）の標本木となったが、当初から牧野は論文の中で"...it may be perhaps identical to P. Calleryana Decne"（67頁)と書いており、イヌナシはすでに記載されていた P. calleryana である可能性を認識していたと考えられる。その後やはり同一種であることが判明し、今日の学名は Pyrus calleryana Decne.とされる。

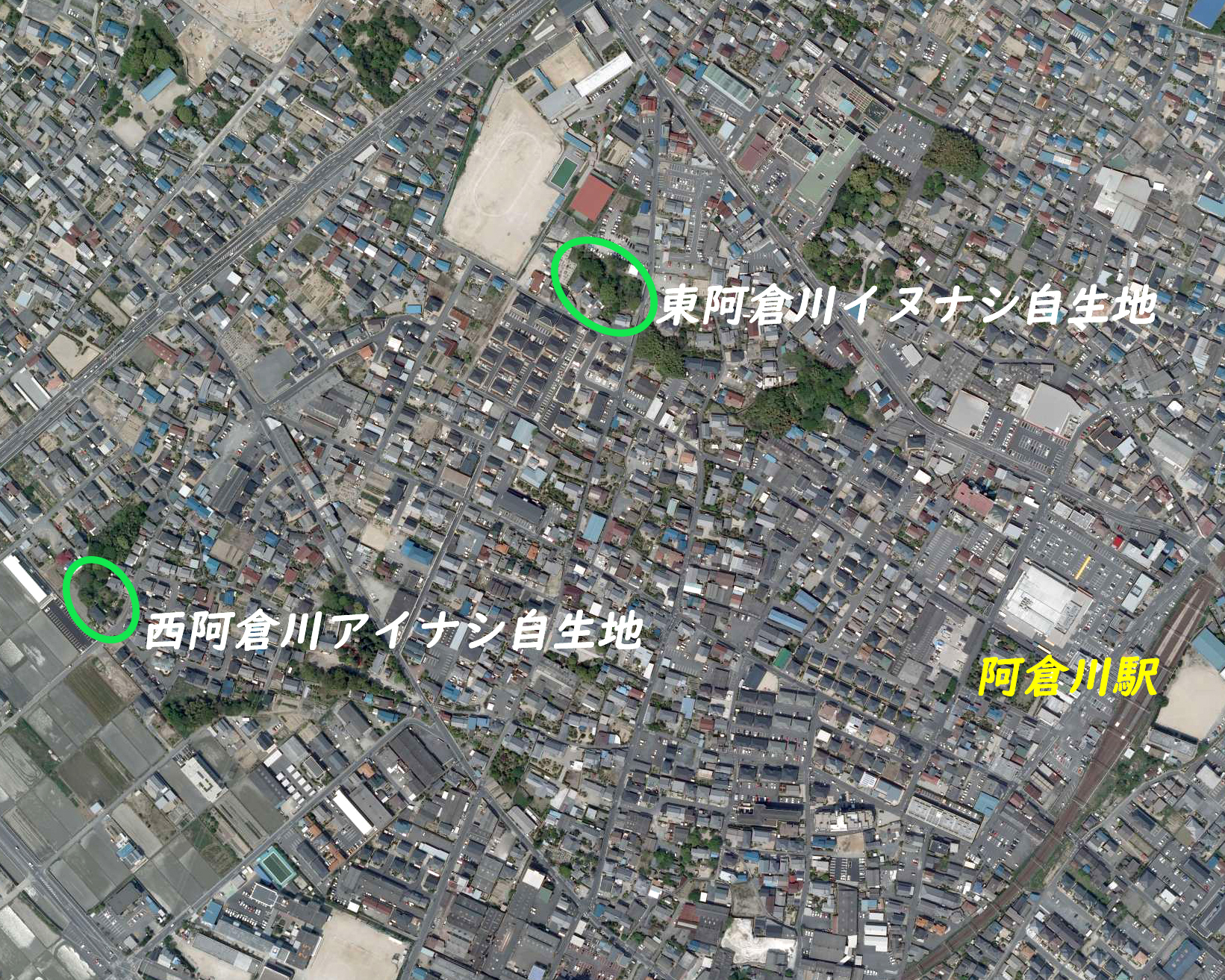
自生地周辺の空中写真。住宅の密集する一角に所在する。。2009年4月30日撮影。

最初に発見され牧野が標本木として採集調査を行った東阿倉川自生地の、当時6株あったイヌナシの個体と、その周囲の4畝6歩（約416.5m2）の範囲が「東阿倉川いぬなし自生地」として、1922年（大正11年）10月12日に国の天然記念物に指定された。
その後、指定地の範囲を示す石柱と鉄条網が巡らされ、里道側に天然記念物指定の石碑標柱および解説版が設けられたが、これは当時の政府より交付金を受けた海蔵村が施工したもので、竣工日は天然記念物指定から約1年半後の1924年（大正14年）3月30日となっており、これら範囲を囲む石柱や天然記念物指定石碑は今日も残されている。
1934年（昭和9年）4月29日に三重県天然記念物調査委員の服部哲太郎が行った調査によれば、東阿倉川イヌナシ自生地の所在地は東阿倉川地区より三重郡羽津村へ向かう里道沿いの松林の中、三重県窯業試験場裏手の松林内に位置しており、指定地内の中央を流れる小さな流れにそって大小4株のイヌナシが自生していた。昭和初期の当時から当地の海蔵小学校の児童らにより自生地内の下草刈りや清掃が行われていたという。
イヌナシは栽培ナシの品種改良のための接ぎ木（台木）として使用されたり、系統調査の対象として古くから植物学者や研究機関、果樹試験場の関係者らによって研究調査の対象とされており、天然記念物指定数年前の大正年間には、アメリカ農務省のライマーがワシントンD.C.より当自生地を訪れ、イヌナシを採集しアメリカへ持ち帰った記録が残されている。
今日の指定地では自生株は3株残存しているが、イヌナシと他の野生ナシの交雑種と考えられる近隣の西阿倉川アイナシ自生地のアイナシ Pyrus uyematsuana（Makino）を含む、イヌナシの後継樹9本が残存する自生株とともに保護管理されている。

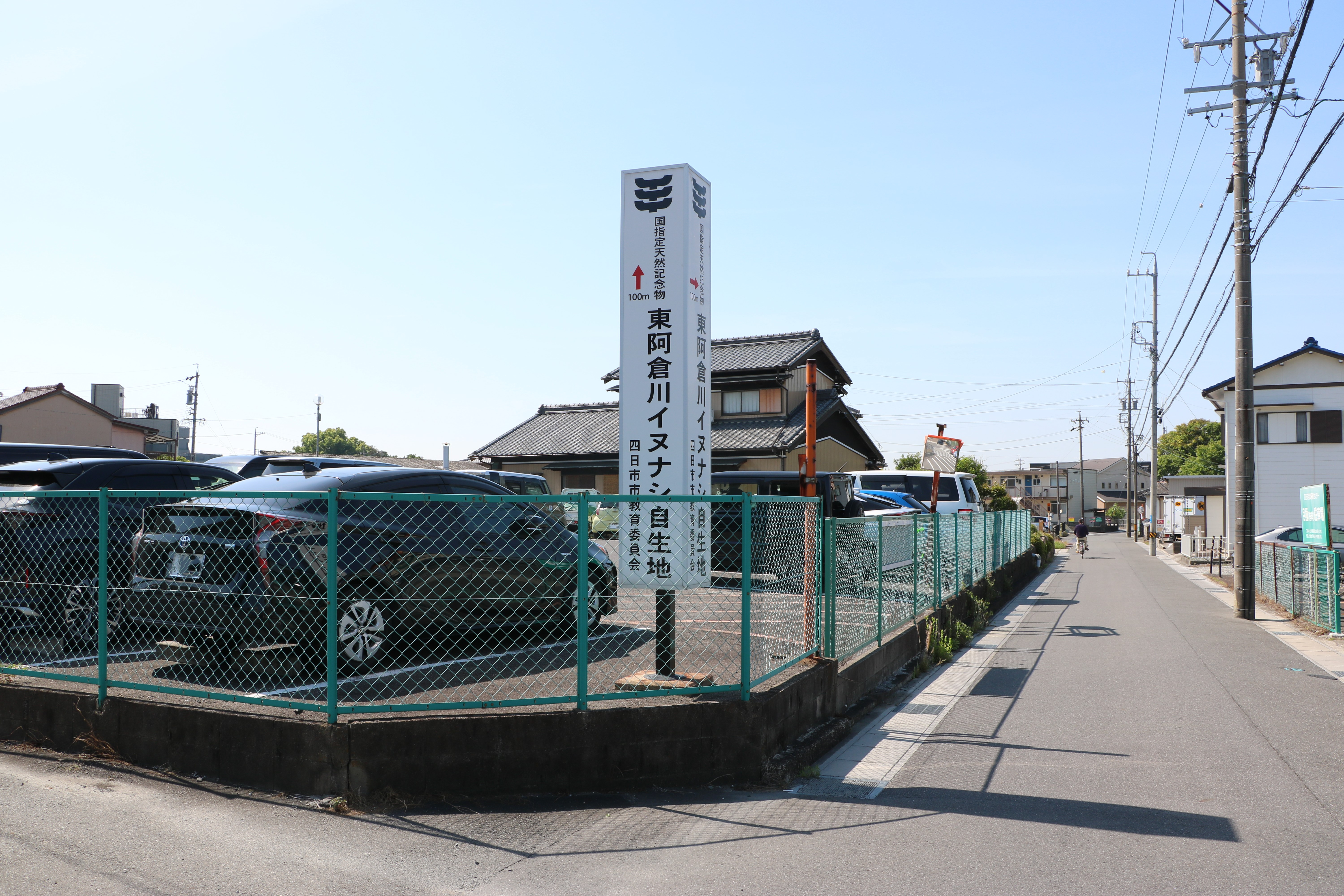
四日市市教育委員会設置の案内表示看板。
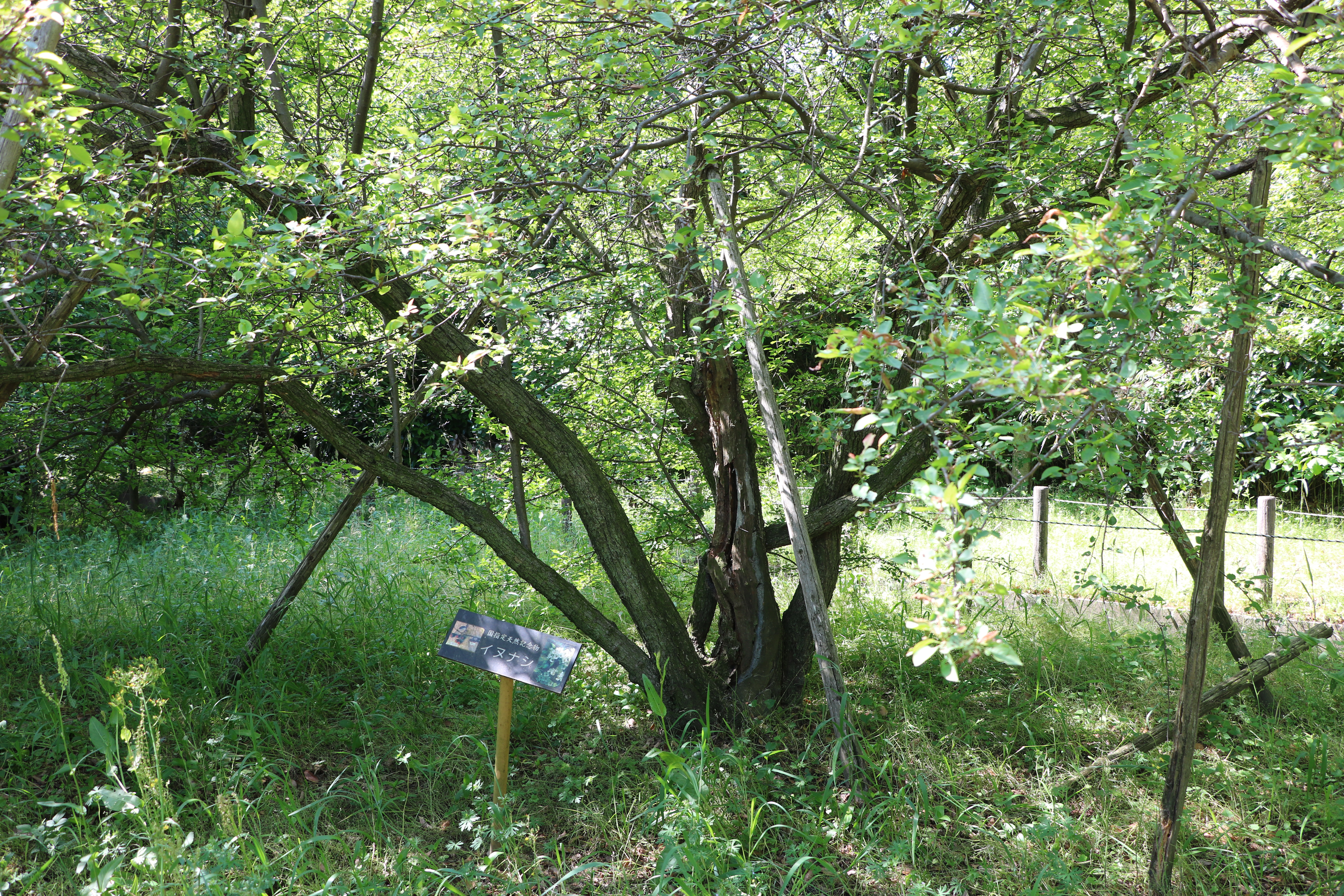
発見当時より残存する自生株の1つ。
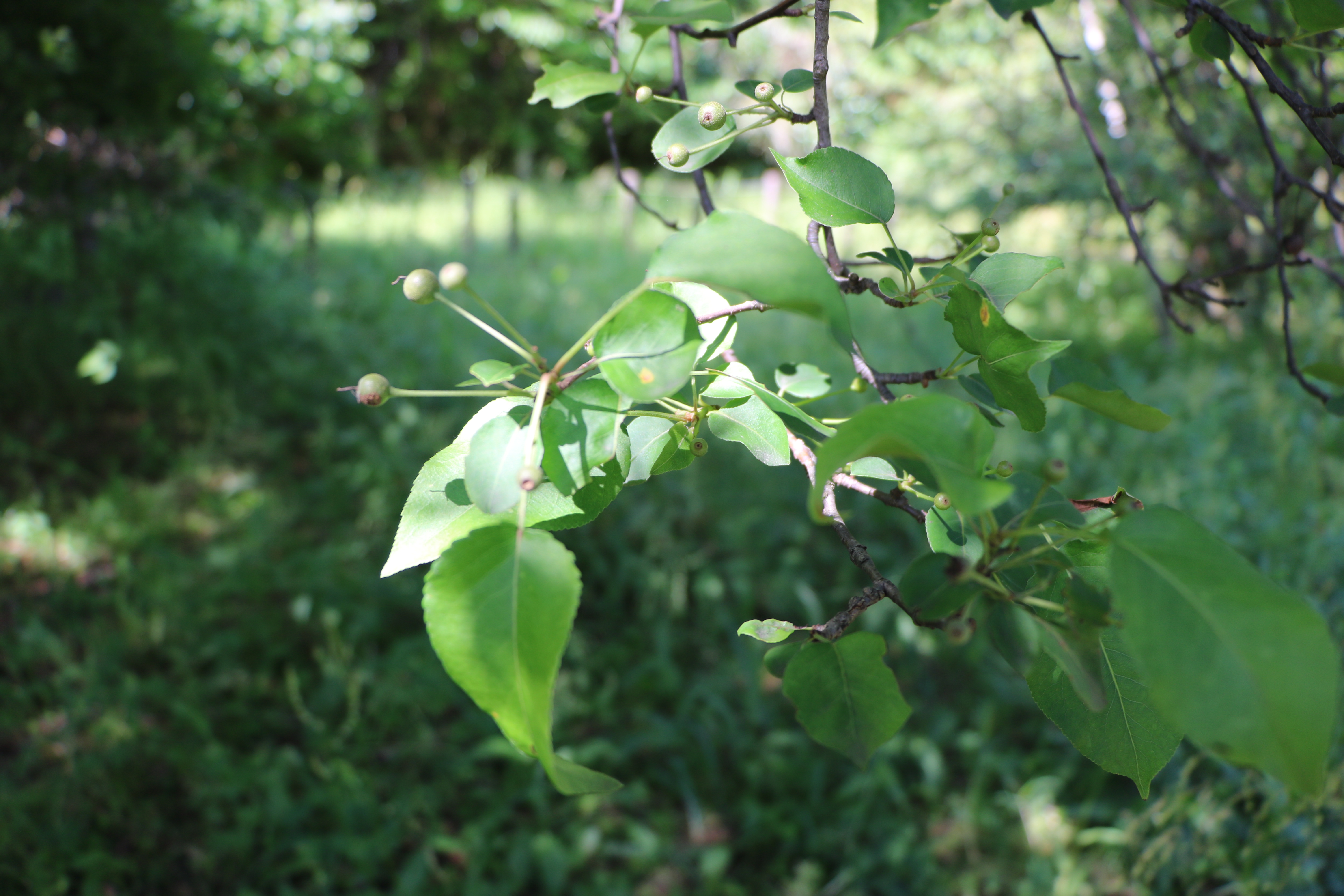
指定地イヌナシの小さな果実。

## 交通アクセス
所在地
- 三重県四日市市東阿倉川字北出口165番地ほか[11]。

交通
- 近畿日本鉄道（近鉄）名古屋線の阿倉川駅から車で約10分[10]。
- 東名阪自動車道四日市東インターチェンジから車で約25分[10]。